# La vida de Josefo
La vida de Josefo, La vida de Flavio Josefo o Autobiografía de Flavio Josefo (en griego, Ἰωσήπου βίος o Αυτοβιογραφία Ιωσήπου) es un texto autobiográfico escrito por Flavio Josefo en Roma, en los últimos años de su vida, en torno al 96 d. C. 
Se trata posiblemente de un apéndice de su Antigüedades judías, donde el autor revisa los acontecimientos de la primera guerra judeo-romana. 

## El texto
Al igual que el resto de la producción literaria de Flavio Josefo está escrito en griego, una lengua que no dominaba por lo que, según reconoce, en ocasiones tuvo que solicitar la ayuda de escritores más avezados.
Consta de 76 capítulos y 430 parágrafos.
Las memorias personales o autobiográficas representan un género poco frecuente en la literatura grecorromana. En este caso, obedece a la necesidad de Flavio Josefo de justificar su trayectoria personal y política que, de luchar contra los romanos en defensa de la independencia de su patria, Israel, una vez derrotado militarmente, se sumó al bando vencedor y vivió en Roma favorecido por los emperadores de la dinastía Flavia. 
El autor no es objetivo, realzando sus acciones y ocultando sus contradicciones políticas, mientras pone especial empeño en refutar las acusaciones de traición que contra él había formulado el también historiador judío Justo de Tiberíades, al que tacha de desvergonzado, mentiroso y corrupto.

## La obra
En su Autobiografía Flavio Josefo parte de su niñez, pone de relieve su linaje fariseo que desciende de los sacerdotes y tiene estirpe real. Relata que a los 16 años estudió las sectas de los fariseos, saduceos y esenios y que, al no quedar satisfecho con ninguna de ellas, se hizo discípulo de un tal Banus, “que vivía en el desierto usando como vestido lo que le proporcionaban los árboles”, con el que permaneció tres años. Finalmente, con 19 años, volvió a Jerusalén y, en calidad de fariseo, comenzó a intervenir en la vida pública.
Relata un viaje a Roma, cuando tenía 26 años, para obtener la liberación de unos sacerdotes judíos amigos suyo que habían sido aprisionados, lo que consiguió gracias a la mediación de Popea, la esposa de Nerón, que le prestó su apoyo.
A su vuelta encontró Israel levantado en armas contra Roma. Primeramente intervino procurando la negociación con el objetivo de evitar el enfrentamiento bélico, pues consideraba que sus compatriotas sublevados “no sólo eran inferiores a los romanos en experiencia bélica, sino también en buena fortuna”. El relato se extiende en describir la descoordinación, cuando no enfrentamiento fratricida, existente entre las facciones judías que luchaban contra Roma al tiempo que subraya la actitud del autor para integrarlas, en particular en Galilea a donde había sido destinado por el Sanedrín para dirigir la resistencia contra las legiones romanas. Su postura dialogante y el infundio de que pretendía entregar Galilea a los romanos, provocó un complot de sus mismos compatriotas para asesinarlo en la ciudad de Tariquea.
Posteriormente tomó las armas contra Roma hasta que fue derrotado en Jotapa y conducido a prisión donde fue tratado “con toda clase de atenciones, pues Vespasiano me mostraba su estima de muchas maneras”. De esta manera se incorporó al bando romano, lo que le permitió asistir acompañando a Tito a la toma de Jerusalén (73 d. C.). En lo sucesivo recibió la protección de la dinastía Flavia, sin que por ello tuviera que renunciar a su ascendencia y cultura judía.
Se trasladó a Roma donde recibió toda clase de atenciones de Vespasiano: que le concedió la ciudadanía romana, le dio una pensión, le cedió una casa suya y le hizo dueño de “una importante propiedad en Judea”.
Con la llegada al poder de Domiciano, el último de los emperadores de la Dinastía Flavia, termina la Autobiografía, aunque parece que el final es provisional ya que el autor escribe: "Por el momento, pongo fin en este punto a mi relato". Debió de fallecer cuatro años más tarde.

## Enlaces externos

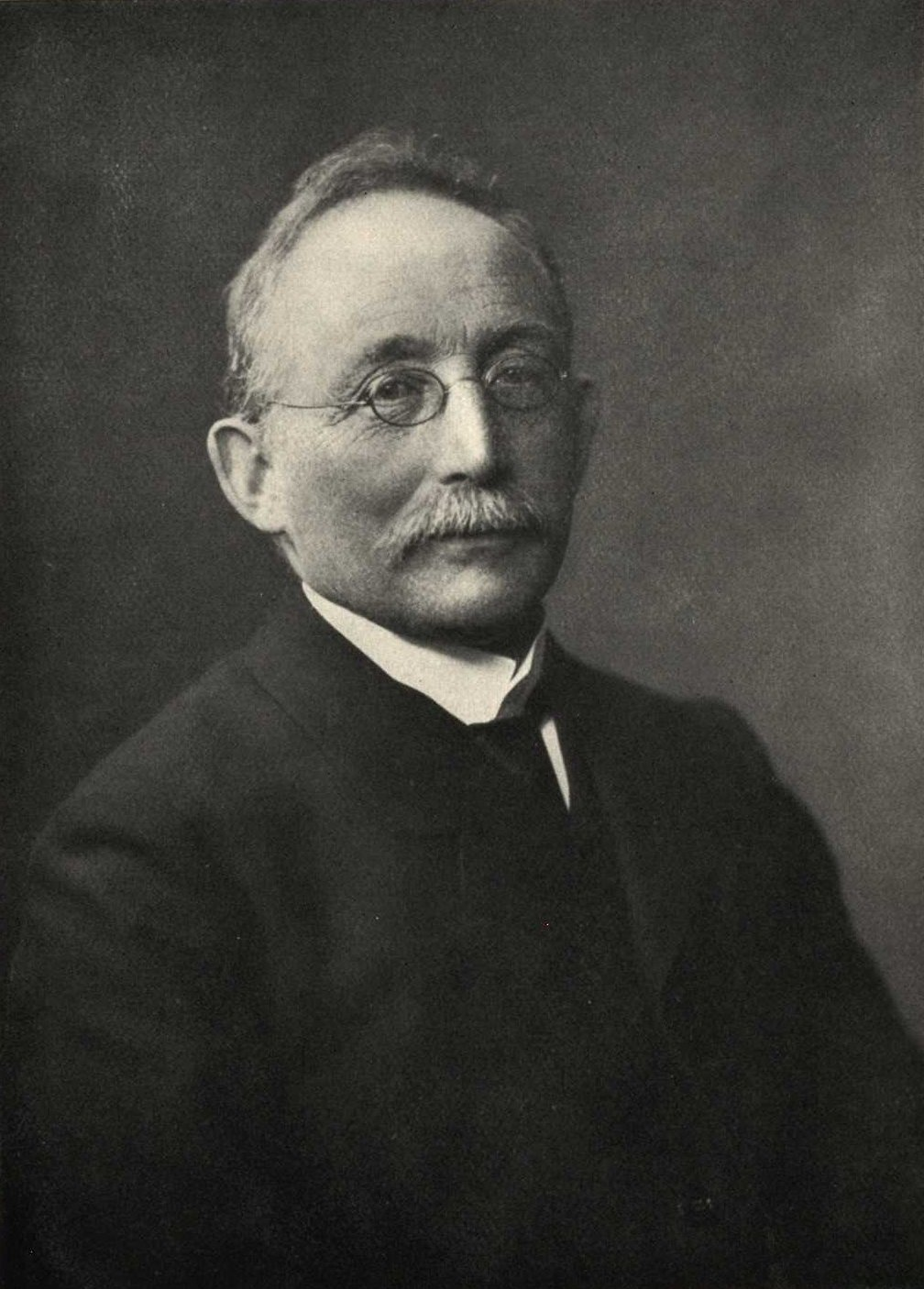
Retrato de Benedikt Niese.